# Алфёров, Рудольф Никифорович
Рудо́льф Ники́форович Алфёров (17 октября 1932 — 22 декабря 1991) — советский тренер по боксу. Тренер ивановской СДЮСШОР № 7, личный тренер чемпиона СССР по боксу Юрия Лещёва и ряда других известных советских боксёров. Заслуженный тренер РСФСР.

## Биография
Рудольф Алфёров родился 17 октября 1932 года.
Проходил обучение в Ленинграде, окончил Государственный институт физической культуры имени П. Ф. Лесгафта. Занимаясь боксом, не добился больших успехов как спортсмен, однако позже проявил себя как успешный тренер. В период 1983—1989 годов работал тренером в Иваново в Специализированной детско-юношеской спортивной школе олимпийского резерва № 7.
За долгие годы тренерской работы подготовил ряд титулованных боксёров, добившихся успеха на всесоюзном уровне. Один из самых известных его воспитанников — мастер спорта международного класса Юрий Лещёв, чемпион СССР, бронзовый призёр советского национального первенства, победитель международных турниров в Дании, ГДР, Мексике. Также в разное время его учениками были такие ивановские боксёры как Николай Терентьев, Виктор Капитонов, Дмитрий Салеев, Валерий Здориков, Ноиль Фатхулин, Валерий Перепелкин и др. За выдающиеся достижения на тренерском поприще Рудольфу Алфёрову присвоено почётное звание «Заслуженный тренер РСФСР».
Умер 22 декабря 1991 года в возрасте 59 лет. Похоронен на Балинском кладбище в Иваново.
Ежегодно в Иваново проводится юношеский турнир по боксу памяти заслуженного тренера РСФСР Р. Н. Алфёрова.